# Стеблекорень

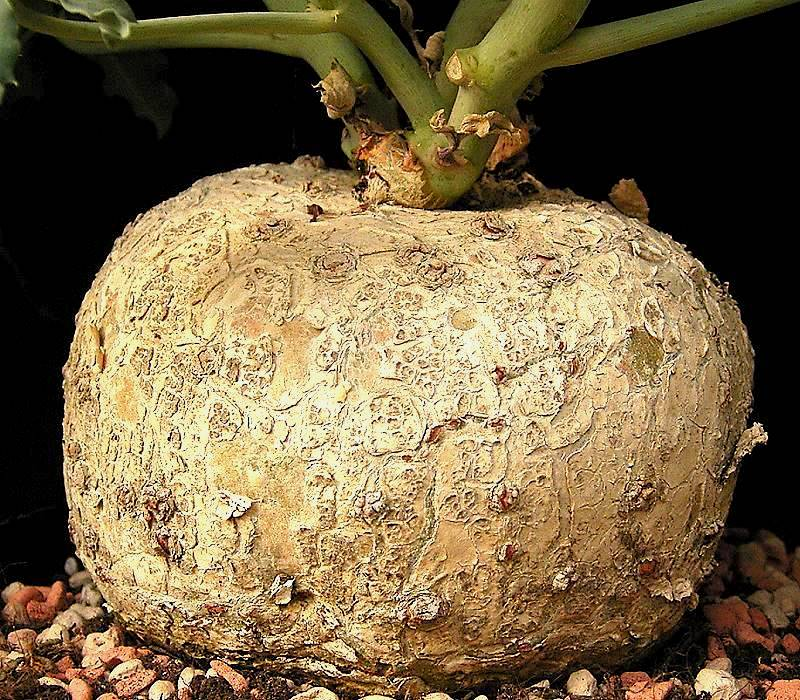
Jatropha cathartica

Стеблеко́рень (лат. caulorrhiza), также ка́удекс (caudex), — образование на границе стеблевой и корневой частей растения, представляющее собой одревесневшие нижние участки многолетних побегов с почками возобновления, соединённые с одревесневшим гипокотилем, нередко разросшимся и утолщённым, от которого отходит стержневой корень. Почки возобновления, как правило, расположены на уровне почвы, реже — выше или ниже него.
Стеблекорень у некоторых растений может достигать внушительных размеров — например, у видов рода Прангос он может разрастаться до 15 кг. Наиболее характерен для полукустарничков, в частности, распространённых в пустынях, полупустынях и в горных ландшафтах. Встречается у растений семейства Розовые из родов Лапчатка, Сиббальдия, у ряда родов трибы Астровые, у многих растений из семейств Маревые и Свинчатковые.
В литературе отсутствует единообразие в наименовании этого образования, встречаются наименования многоглавый корень, многоглавое корневище, шишковатое корневище и другие, являющиеся некорректными, поскольку «многоглавость» образована одревесневшими частями стеблей, а корневище лишено стержневого корня и несёт лишь придаточные.

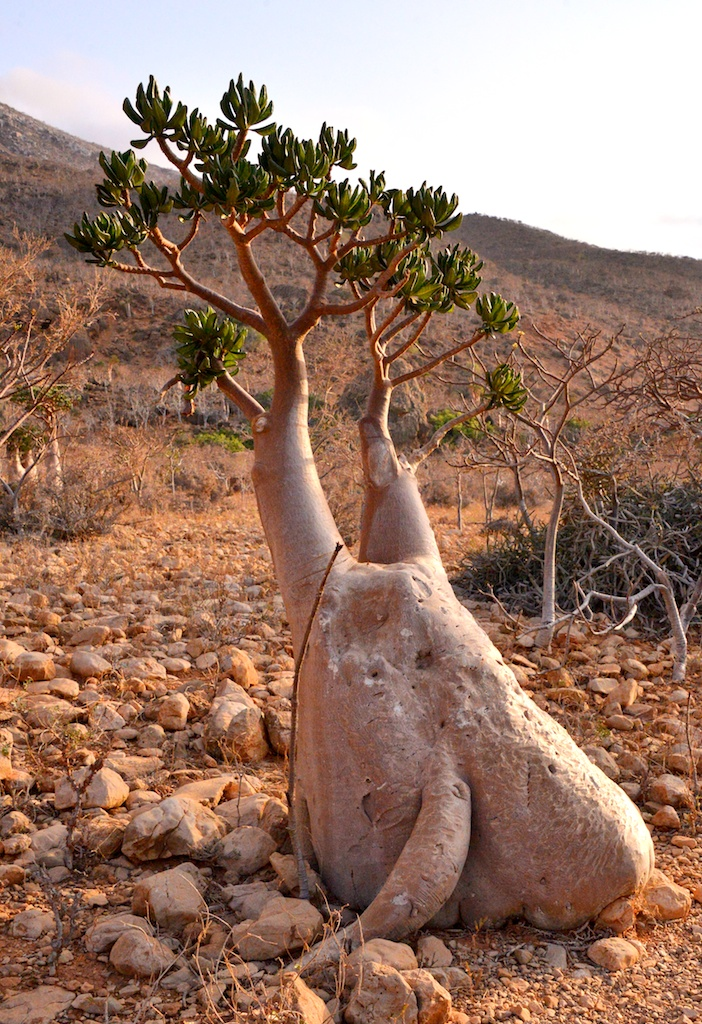
Adenium obesum
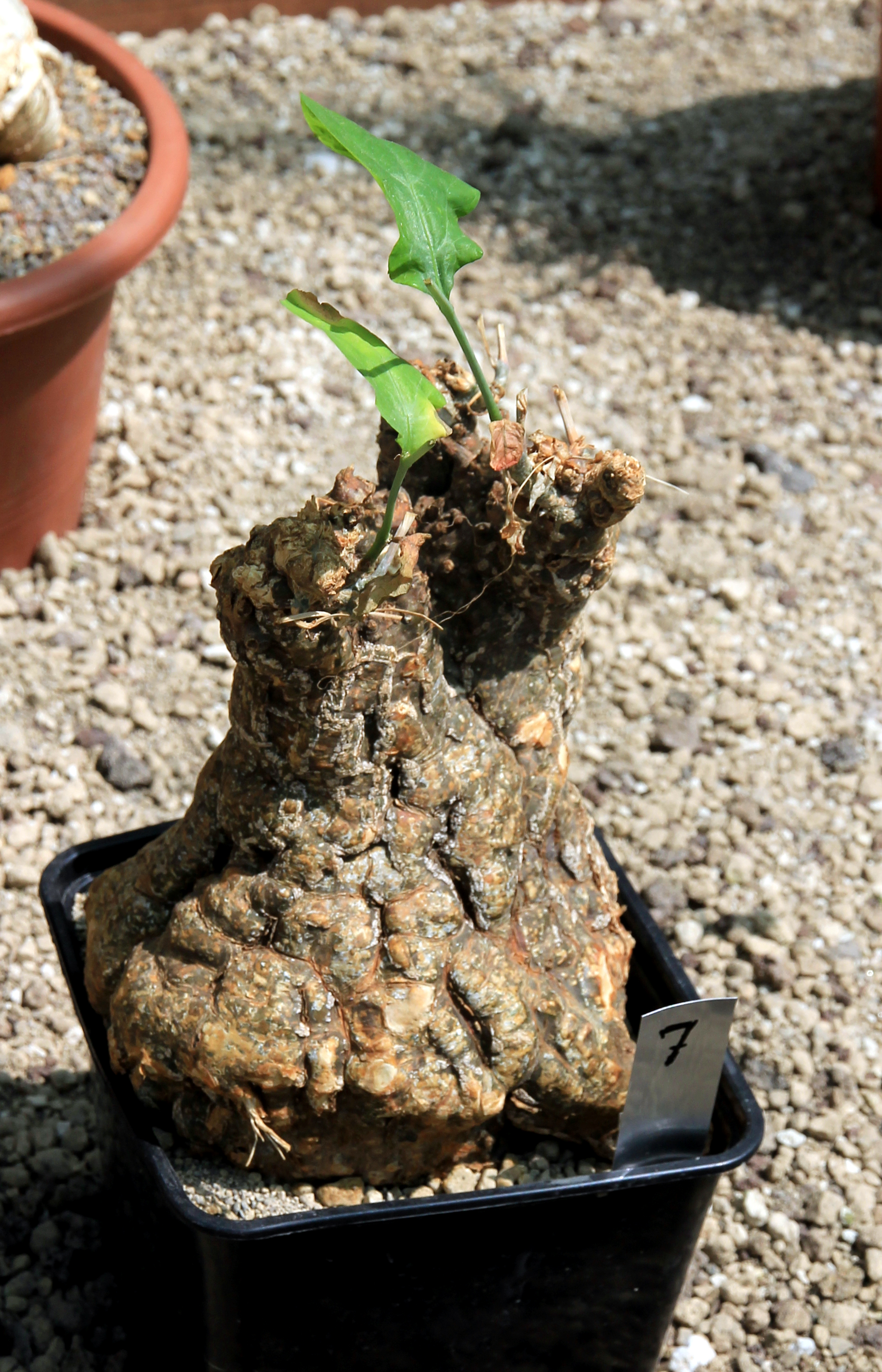
Cephalopentandra ecirrhosa
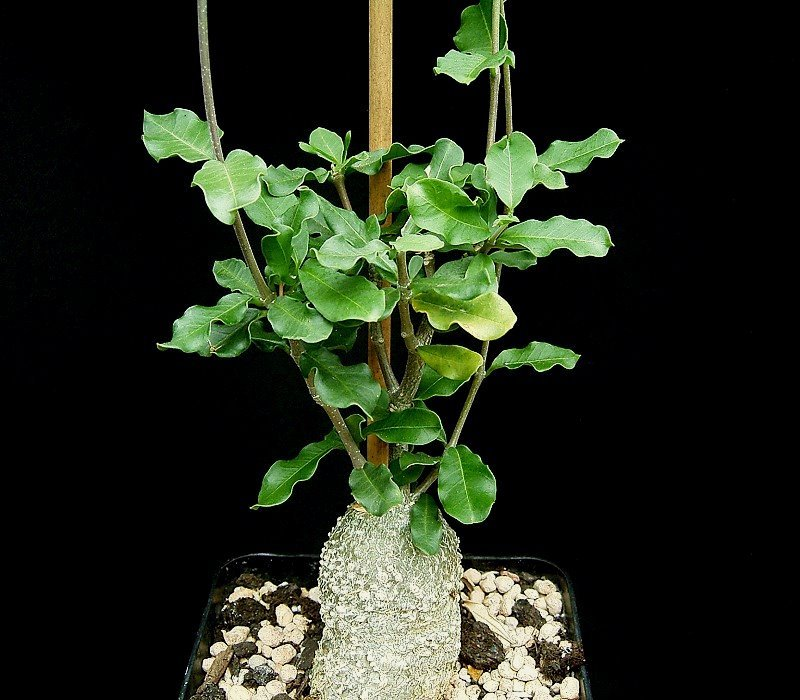
Fockea edulis
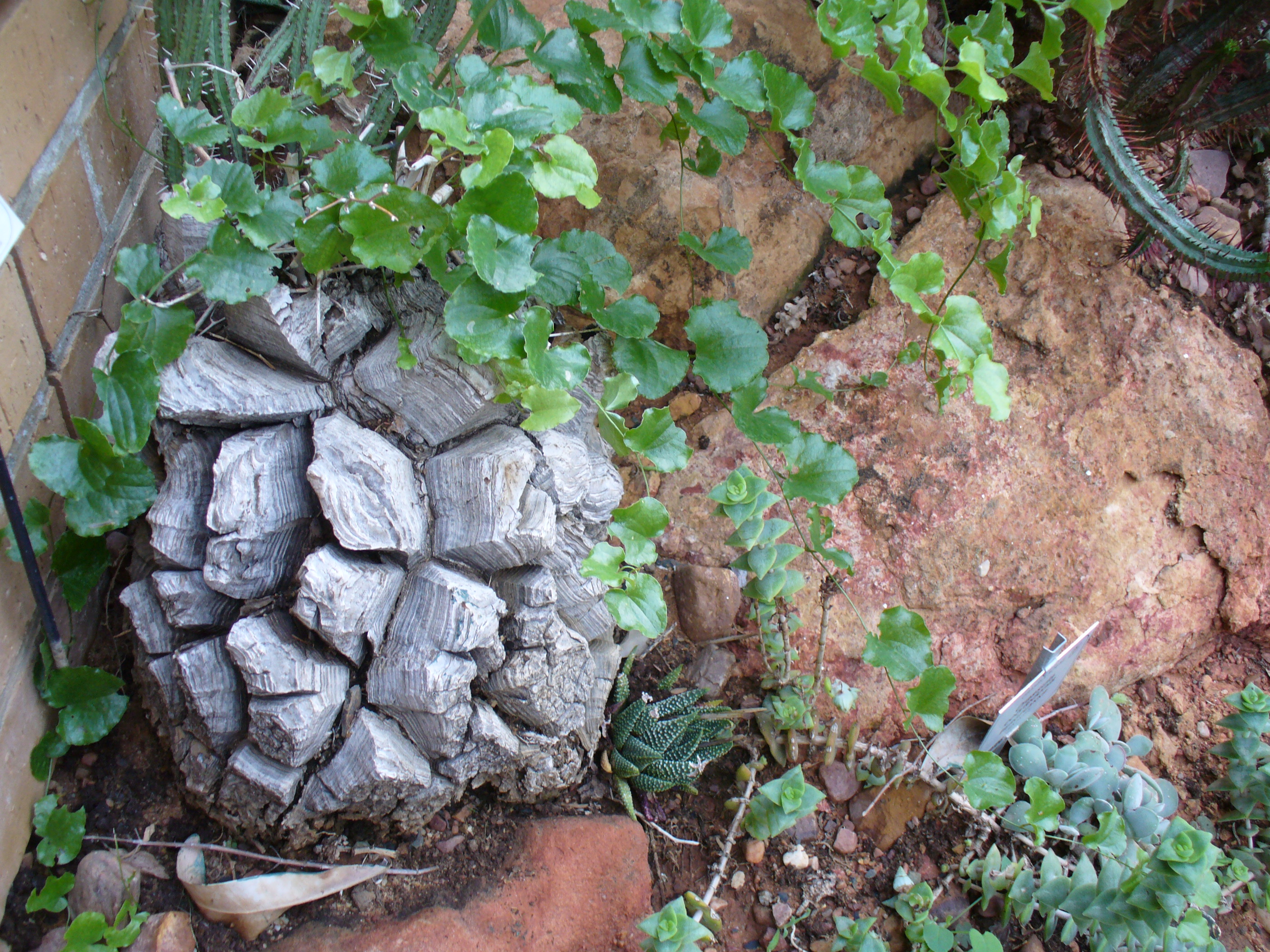
Dioscorea elephantipes